# Вязинка (Молодечненски район)
Вязинка (на беларуски: Вязынка, на руски: Вязинка) е село, разположено в централната част на Беларус, в Молодечненски район, Минска област. Населението на селото през 1997 година е 428 души.

## География
Селото е разположено на 40 км северозападно от столицата Минск.

## Личности
Във Вязинка е роден писателят Янка Купала (1882-1942). През 1972 г. в селото е създаден мемориален резерват, включващ родната къща и паметник на Купала.
|  | Тази страница частично или изцяло представлява превод на страницата „Вязынка (Маладэчанскі раён)“ в Уикипедия на белоруски (тарашкевица). Оригиналният текст, както и този превод, са защитени от Лиценза „Криейтив Комънс – Признание – Споделяне на споделеното“, а за съдържание, създадено преди юни 2009 година – от Лиценза за свободна документация на ГНУ. Прегледайте историята на редакциите на оригиналната страница, както и на преводната страница, за да видите списъка на съавторите. ВАЖНО: Този шаблон се отнася единствено до авторските права върху съдържанието на статията. Добавянето му не отменя изискването да се посочват конкретни източници на твърденията, които да бъдат благонадеждни. |